# Jah Verity
Pour les articles homonymes, voir Verity.
Jah Verity, de son vrai nom Etimbé Koffi Bernard, est un chanteur de reggae burkinabé né le 20 août 1976 à Ouagadougou au Burkina Faso.

## Biographie
Titulaire d’une double nationalité béninoise et burkinabè, la famille Koffi, immigrée en Côte d'Ivoire, s’est très vite intégrée aux richesses culturelles de leur terre d’accueil en inculquant à leur fils les valeurs d’intégration et d’ouverture vers d’autres cultures.
Fort de cet atout, Jah Verity  se lance dans l’aventure artistique, il choisit la musique comme moyen d’exprimer ce symbole d’intégration qu’il incarne culturellement ; en 1996, Jah Verity attire l’attention des mélomanes ivoiriens avec sa participation au grand concours de découverte musicale Podium.
Au fil du temps, Jah Verity, comme tous les jeunes de son âge, prend conscience de la place de la jeunesse africaine devant cette pluralité de maux sociaux qui touchent l’Afrique, désormais il est irréfutable pour lui que l’artiste est la voix des sans voix. Il embrasse alors le genre reggae et décide à travers ses lyriques de dénoncer et de sensibiliser les peuples par le biais du langage universel de l’art.
Jah Verity a conquis le cœur des mélomanes du Burkina Faso et de la sous région à travers un style singulier, une voix particulière, des textes et des mélodies qui traduisent avec acuité les maux de l’Afrique.

## L'albumRebelles
En 2002, quand la crise politique contraint les populations de la Côte d'Ivoire à émigrer vers les pays de la sous-région, Jah Verity vit avec le peuple ivoirien cette expérience douloureuse. Il s’inspire de la situation et s’engage à sensibiliser les Africains contre l’ethnocentrisme, le rejet de l’autre et surtout l'intolérance.
En 2004, Jah Verity signe son premier opus baptisé Rebelles, un album de 13 titres qui se fait remarquer par sa connotation politique et les prises de position de l’artiste. Dans un style reggae atypique, l’album Rebelles a été le détonateur d’une compassion sous-régionale à la crise ivoirienne et Jah Verity  s’est vu attribuer le titre « le Rebelle de la musique reggae ».
Jah Verity est aussi régulièrement joué sur les ondes de l'ORTM-Kidal, à la demande des ivoiriens, burkinabé et béninois vivant dans le nord du Mali.

## L'albumPrésident Boulanger
Après le coup d’essai qui fut un véritable coup de maître avec l’album Rebelles, Jah Verity, qui a reçu l’onction de toute la nation burkinabé, se fait remarquer par le staff artistique de la superstar du reggae ivoirien Tiken Jah Fakoly.
Cette rencontre est le début d’une collaboration artistique qui déboucha en 2007 sur la sortie du second album de Jah Verity baptisé Président Boulanger.
Président Boulanger est un album inspiré des différentes situations politiques que l’Afrique vit: la guerre civile, le mariage forcé, la traite des enfants les coups d’États.
Une fois de plus le « Rebelle engagé » revient à la charge  afin d’attirer l’attention des dirigeants africains sur la valeur de leur mission et la souffrance de leurs peuples.

## Discographie
- 2004: Rebelles
- 2007: Président Boulanger
- 2012: Beogo